# Museo Arqueológico de Karditsa
El Museo Arqueológico de Karditsa es uno de los museos de Grecia. Se encuentra en Karditsa, una ciudad de Tesalia. Se encuentra en un edificio construido entre 1995 y 2001. El museo abrió sus puertas al público en 2010 y se inauguró oficialmente en noviembre de 2012.

## Colecciones
El museo contiene una colección de objetos pertenecientes a épocas comprendidas entre la prehistoria y la antigüedad tardía procedentes de yacimientos arqueológicos de la unidad periférica de Karditsa. La exposición está dividida por periodos cronológicos pero además hay subsecciones temáticas que muestran la historia de la zona en aspectos tales como la vida cotidiana, la vida pública, los usos funerarios, la economía, el arte y las prácticas religiosas.
De la prehistoria, la colección contiene herramientas del paleolítico, cerámica, herramientas y estatuillas del periodo neolítico, y cerámica y ajuares funerarios de la Edad del Bronce. Algunos de estos hallazgos de la Edad del Bronce provienen de Mavromati y de tumbas abovedadas de Georgikos y Ktimeni. 
A la Edad del Hierro temprana pertenecen algunos hallazgos de la tumba abovedada de Agios Teodoros y del heroon del mítico Eato. De épocas posteriores se exponen hallazgos pertenecientes a las ciudades que hubo en la zona: Cíero, Metrópolis, Argetia, Gonfos y Ortos, así como del templo de Atenea Itonia, cuyos restos se hallan cerca del pueblo de Filia. 
Son destacables las estatuillas del templo de Asclepio de Cíero, una cabeza de Dioniso, una cabeza de caballo, una estatua de bronce de Apolo procedentes de Metrópolis, figurillas procedentes de un santuario de Ortos, los ajuares funerarios con destacadas joyas de las tumbas de Argetia, y un lárnax procedente de Gonfos.
|                                           |
| Estatua de bronce de Apolo de Metrópolis. |

|                                       |
| Reconstrucción de una casa neolítica. |

|                                              |
| Hallazgos del templo de Apolo de Metrópolis. |